# Bello Parga
Luís Carlos Bello Parga, mais conhecido como Bello Parga (São Luís, 20 de dezembro de 1928 – São Luís, 13 de maio de 2008) foi um contabilista, bancário, jornalista e político brasileiro que foi senador pelo Maranhão.

## Biografia
Filho de Lauro Nina Parga e de Gilda Belo Parga, formou-se contabilista pelo Instituto Federal do Maranhão em 1946 e ingressou no Banco do Brasil em 1951. Membro do Conselho de Cultura do Maranhão e da Academia Maranhense de Letras, foi jornalista e diretor de O Estado do Maranhão, jornal pertencente à família Sarney.
Em 1948 filiou-se à UDN onde militou até a outorga do bipartidarismo em 1965 pelos militares quando optou pela ARENA. Em Brasília foi assistente do secretário particular da presidência no governo Humberto de Alencar Castelo Branco (1964-1967) até retornar ao Maranhão para assumir a presidência do banco do estado por nomeação do governador José Sarney. Ainda em seu estado presidiu a Companhia de Desenvolvimento Mineral e depois foi diretor do Banco do Nordeste e superintendente regional do Banco do Brasil.
Eleito segundo suplente na chapa de José Sarney em 1978, optou pelo PDS no retorno ao pluripartidarismo e integrou o diretório estadual da legenda. Presidente do Conselho de Ética e Disciplina Partidária, apoiou a chapa Tancredo-Sarney na sucessão de Figueiredo. Com a renúncia de José Sarney para assumir o Palácio do Planalto e a de Américo de Souza para ocupar uma cadeira no Tribunal Superior do Trabalho, foi efetivado. Filiado ao PFL foi eleito suplente de Alexandre Costa em 1986 e 1994, exercendo o mandato quando o titular foi Ministro da Integração Regional no governo Itamar Franco e quando o mesmo se afastou para tratamento de saúde. Após a morte de Costa foi efetivado em 1998 abandonando a política ao final do mandato.
Neto de Herculano Parga, governador do Maranhão (1914-1917).